# Djebel Irhoud
Jebel Irhoud (tiếng Ả Rập Maroc: جبل إيغود, đã Latinh hoá: žbəl iġud; ngữ tộc Berber: ⴰⴷⵔⴰⵔ ⵏ ⵉⵖⵓⴷ; adrar n iɣud) là một địa điểm khảo cổ nằm gần Sidi Moktar, cách Marrakesh, Morocco khoảng 100 km (60 dặm) về phía tây. Nó được ghi nhận cho các hóa thạch của loài người đã được tìm thấy ở đó kể từ khi khám phá ra khu vực này vào năm 1960. Được cho là người Neanderthal, những mẫu vật này được cho là của Homo sapiens và đã xác định có niên đại hơn 300.000 năm trước. Chúng là những hóa thạch cổ xưa nhất được biết đến của người Homo sapiens và có một số ý kiến rằng con người có mặt ở khắp Châu Phi sớm hơn so với những gì đã biết, nhưng hiện tại số hóa thạch là quá nhỏ để chứng minh ý kiến này.

## Phát hiện
Địa điểm này là tàn tích của một hang động hòa tan chứa 8 mét trầm tích từ Pleistocene, nằm ở phía đông phần lồi karst đá vôi ở độ cao 562 mét (1.844 ft). Nó được phát hiện vào năm 1960 khi khu vực này đang được khai thác cho khoáng sản baryte. Một thợ mỏ phát hi1ện ra một hộp sọ trong bức tường của hang động, đã cạy nó ra và đưa nó cho một kỹ sư, người giữ nó xem nó là một món quà lưu niệm trong một thời gian. Cuối cùng, nó đã được trao cho Đại học Rabat, người đã tổ chức cuộc thám hiểm hỗn hợp Pháp-Maroc vào năm 1961, dưới sự chỉ đạo của nhà nghiên cứu Pháp Émile Ennouchi. Nhóm của Ennouchi đã xác định được phần còn lại của khoảng 30 loài động vật có vú, một số trong đó có liên quan đến Pleistocen giữa, nhưng nguồn gốc địa tầng không rõ. Một cuộc khai quật khác được thực hiện bởi Jacques Tixier và Roger de Bayle des Hermens vào năm 1967 và 1969 trong đó có 22 lớp được xác định trong hang động. 13 lớp thấp hơn đã được tìm thấy có chứa dấu hiệu cư trú của con người, trong đó có ngành thời Mousterian của các nhà Levallois. Chúng bao gồm các lưỡi, mũi tên, dao, dao cạo, khoan và các dụng cụ khác làm bằng đá lửa.
Địa điểm này đặc biệt chú ý đến các hóa thạch của loài người ở đây. Ennouchi phát hiện ra một hộp sọ mà ông gọi là Irhoud 1 và hiện đang được trưng bày tại Bảo tàng Khảo cổ học Rabat. Ông khám phá ra một phần của hộp sọ khác, được gọi là Irhoud 2, năm sau và sau đó phát hiện ra hàm dưới của một đứa trẻ, có ten là Irhoud 3. Cuộc khai quật của Tixier đã tìm thấy 1.267 đồ vật được ghi lại trong đó có sọ, một người tên là Irhoud 4 và xương hông được ghi là Irhoud 5. Các cuộc khai quật tiếp theo được thực hiện bởi các nhà nghiên cứu Mỹ vào những năm 1990 và bởi một nhóm do Jean-Jacques Hublin lãnh đạo từ năm 2004. Các tàn tích động vật được tìm thấy ở khu vực đã cho phép tái hiện lại hệ sinh thái cổ xưa của khu vực. Nó khá khác với hiện tại và có thể đại diện cho một môi trường khô cằn, mở và có thể giống như thảo nguyên nơi sinh sống của loài ngựa, trâu bò, linh dương Gazelle, tê giác và các loài ăn thịt khác.

## Niên đại

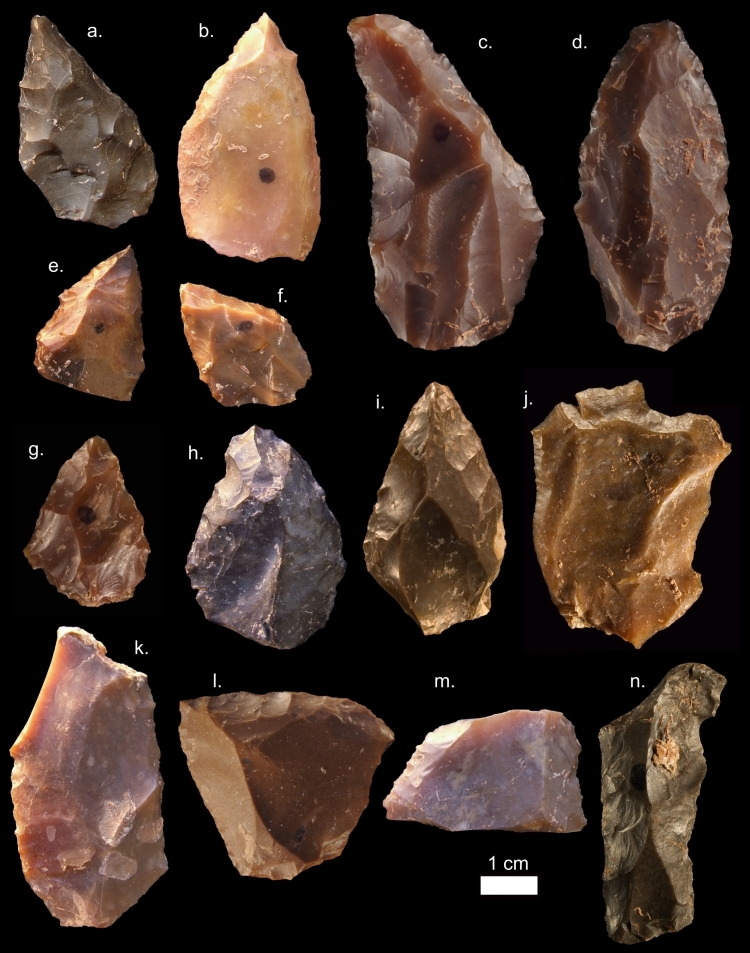
Dụng cụ đá tìm thấy tại Jebel Irhoud

Các hiện vật ban đầu được giải thích là Neanderthal, do các công cụ đá tìm thấy với chúng được cho là có liên quan chỉ có ở người Neanderthal. Chúng cũng có các đặc điểm cổ xưa được cho là đại diện cho người Neanderthal, chứ không phải Homo sapiens. Chúng đã được cho là khoảng 40.000 năm tuổi, nhưng điều này đã bị nghi ngờ bởi các bằng chứng về động vật cho thấy niên đại Trung Pleistocene, khoảng 160.000 năm trước đây. Các hóa thạch được tái đánh giá là đại diện cho một dạng cổ xưa của Homo sapiens hoặc có lẽ là một quần thể Homo sapiens đã lai Neanderthal. Điều này phù hợp với niềm tin rằng những di vật được biết đến lâu đời nhất của một dạng Homo sapiens hiện đại, có niên đại khoảng 195.000 năm trước và được tìm thấy ở Omo Kibish, Ethiopia, cho thấy một nguồn gốc Đông Phi cho con người vào khoảng 200.000 năm trước.
Tuy nhiên, kết quả xác định niên đại của Viện Max Planck về Nhân chủng học tiến hoá ở Leipzig cho thấy hiện vật ở địa điểm Jebel Irhoud có niên đại lâu hơn nhiều so với mức người ta nghĩ ban đầu. Các cuộc khai quật mới được tiến hành vào năm 2004 bởi nhóm Hublin đã cho thấy những tàn tích của ít nhất năm người và một số dụng cụ bằng đá. Các phát hiện này bao gồm một phần của hộp sọ, xương hàm, răng và xương chi của ba người lớn, vị thành niên, và một đứa trẻ từ bảy tuổi  rưỡi. Các xương trông giống như khuôn mặt của con người ngày nay, nhưng hàm dưới có số hàm dưới lớn hơn và bộ não dài. Chúng có những đặc điểm tương tự như sọ Florisbad có niên đại 260.000 năm trước, được tìm thấy ở đầu kia của lục địa, tại Florisbad, Nam Phi, được cho là của Homo sapiens dựa trên cơ sở của Jebel Irhoud tìm thấy.

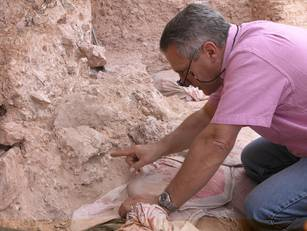
Jean-Jacques Hublin tại Jebel Irhoud (Morocco), chỉ vào sọ người người bị nghiền nát (Irhoud 10) có quỹ đạo nhìn thấy ngay bên ngoài đầu ngón tay của ông ta.

Các dụng cụ được tìm thấy bên cạnh xương linh dương Gazelle và các đống than, cho thấy sự hiện diện của lửa và có thể nấu trong hang động. Các xương gazelle cho thấy những dấu hiệu của việc giết thịt và nấu nướng, chẳng hạn như các vết cắt, các vết cắt phù hợp với việc chiết xuất tủy xương và đốt thành than. Một số dụng cụ đã bị đốt cháy được thắp sáng trên đầu của họ, có lẽ sau khi họ đã bị bỏ đi. Điều này cho phép các nhà nghiên cứu sử dụng phương pháp phát quang nhiệt phát sinh để xác định khi đốt đã xảy ra và bằng cách cho phép tuổi của xương hóa thạch được tìm thấy trong cùng một lớp trầm tích. Các dụng cụ bị đốt cháy đã được ghi ngày khoảng 315.000 năm trước, cho thấy các hóa thạch có cùng độ tuổi. Kết luận này đã được xác nhận bằng cách tính lại độ tuổi của Irhoud 3, trong đó có một lứa tuổi tương thích với công cụ của khoảng 280.000 đến 350.000 năm tuổi. Điều này sẽ làm cho những ví dụ này được biết đến sớm nhất của Homo sapiens.
Điều này cho thấy, thay vì con người hiện đại phát sinh ở Đông Phi khoảng 200.000 năm trước, có vẻ như con người đã có mặt ở khắp Châu Phi 100.000 năm trước đó. Theo Jean-Jacques Hublin, "Ý tưởng là Homo sapiens sớm có mặt khắp lục địa này và các yếu tố hiện đại của con người xuất hiện ở những nơi khác nhau, và vì vậy các phần khác nhau của châu Phi đã góp phần sự hiện diện của loài mà chúng ta gọi là con người hiện đại ngày nay" Những con người sơ khai có thể bao gồm một quần thể quần thể rộng rãi phân bố khắp Châu Phi, nơi sự lây lan được tạo ra bởi khí hậu ẩm ướt tạo ra một "sa mạc Sahara", khoảng 300.000 đến 330.000 năm trước. Sự hiện diện của con người hiện đại có thể đã diễn ra ở quy mô lục địa hơn là bị giới hạn ở một góc đặc biệt của châu Phi.

## Các phát hiện khác
Khi so sánh các hóa thạch với loài người hiện đại, sự khác biệt chính là hình dạng thuôn dài của hóa thạch. Theo các nhà nghiên cứu, điều này chỉ ra rằng hình dạng của não, và có thể cả chức năng của não, tiến hóa trong dòng dõi Homo sapiens và tương đối gần đây. Sự thay đổi tiến hóa trong hình dạng não dường như có liên quan đến sự thay đổi di truyền của sự tổ chức, kết nối và phát triển não  và có thể phản ánh những thay đổi thích ứng theo cách hoạt động của não. Những thay đổi như vậy có thể làm não của con người trở nên tròn và hai vùng ở phía sau của não trở nên to hơn sau hàng ngàn năm tiến hóa.